# Список античних бронз

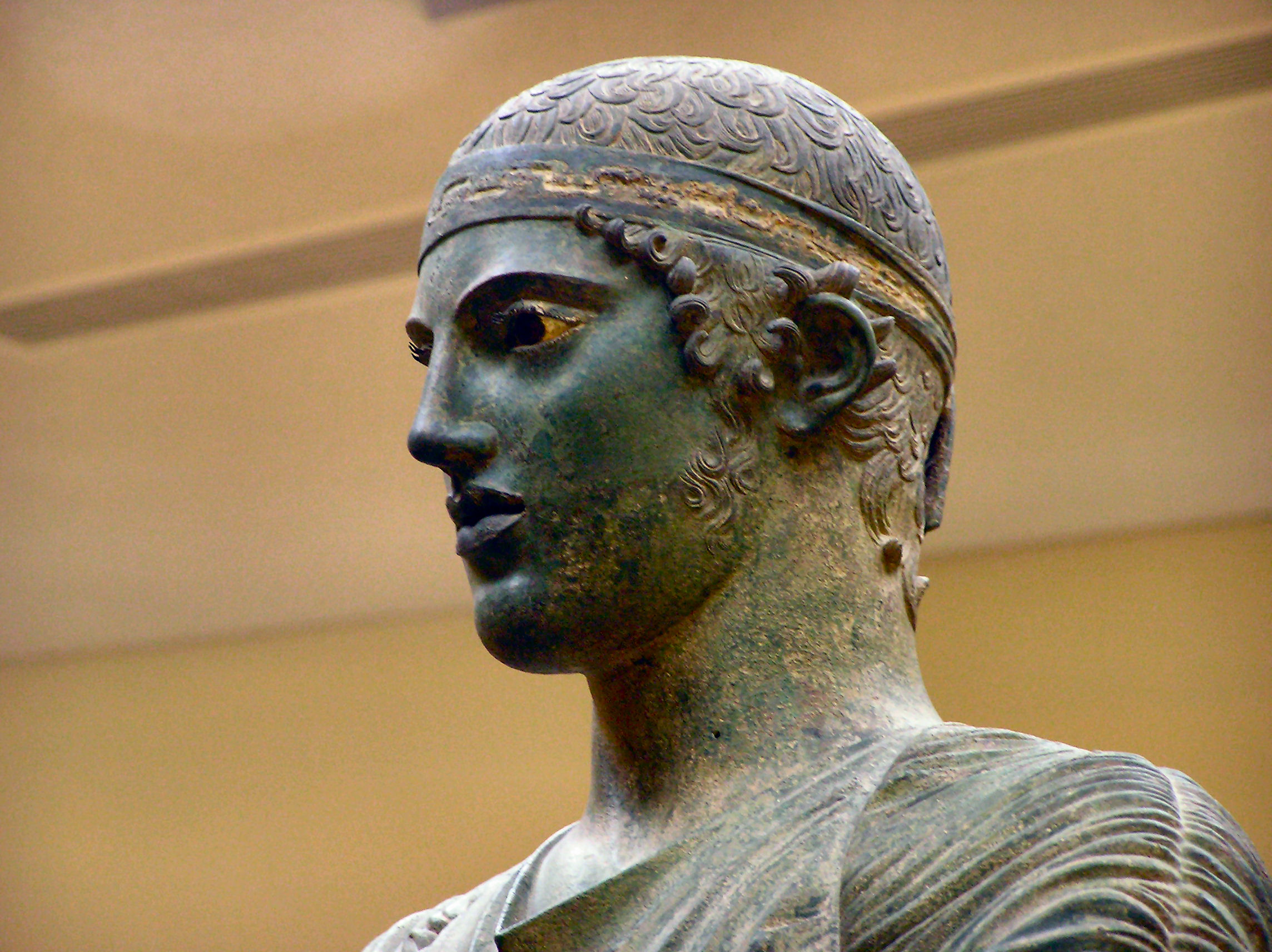
Голова Дельфійського візника

Список античних бронз — перерахунок давньогрецьких, давньоримських і етруських бронзових оригінальних статуй великого розміру, що дійшли до наших днів.
Металеві статуї античності є нині великою рідкісттю, бо, на відміну від мармурових аналогів, вироби з такого дорогого сплаву, як бронза, рано чи пізно відправлялися в переплавку. Про більшість давньогрецьких бронзових статуй можна судити лише за збереженими мармуровими копіями.

## А

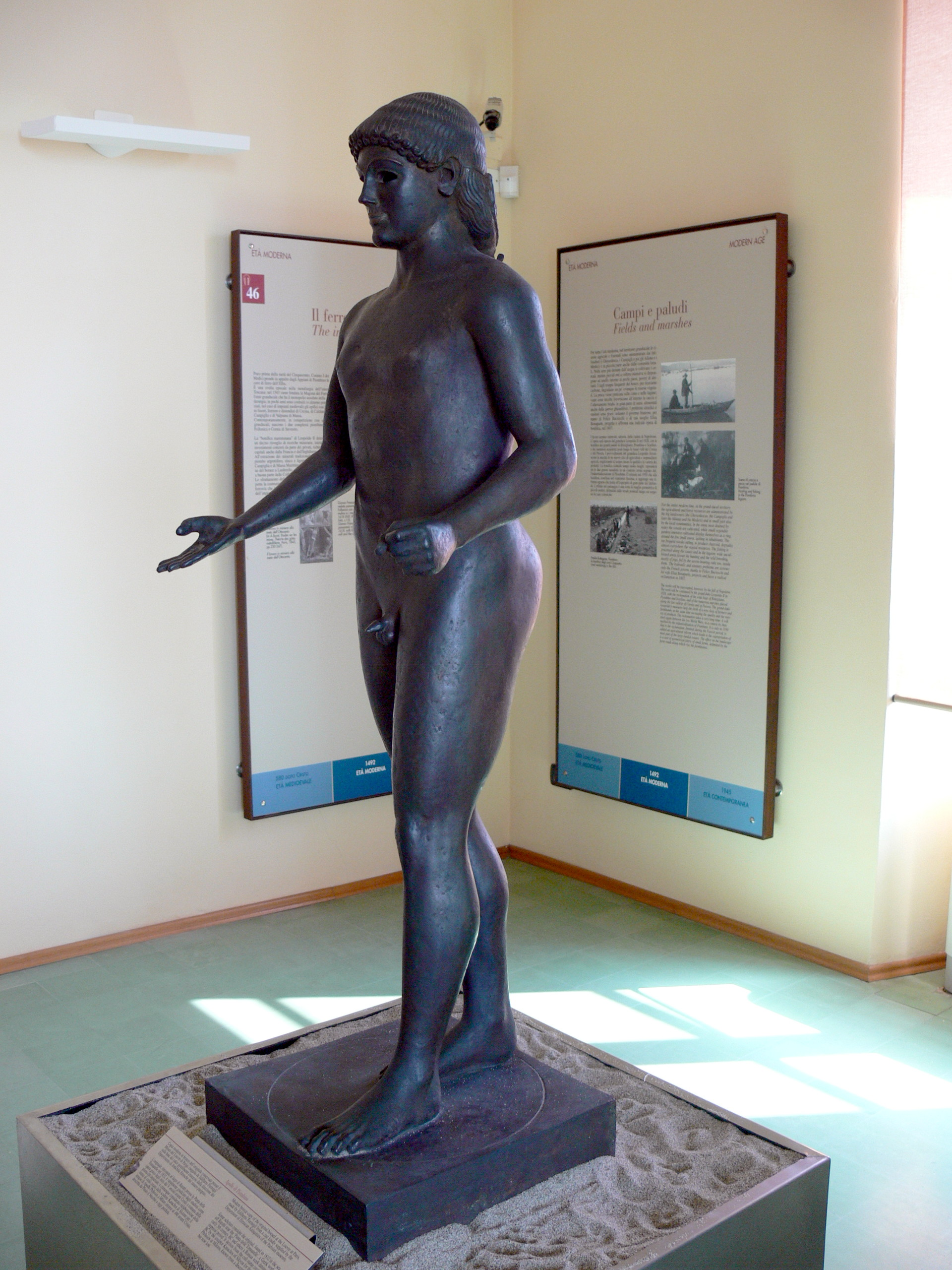
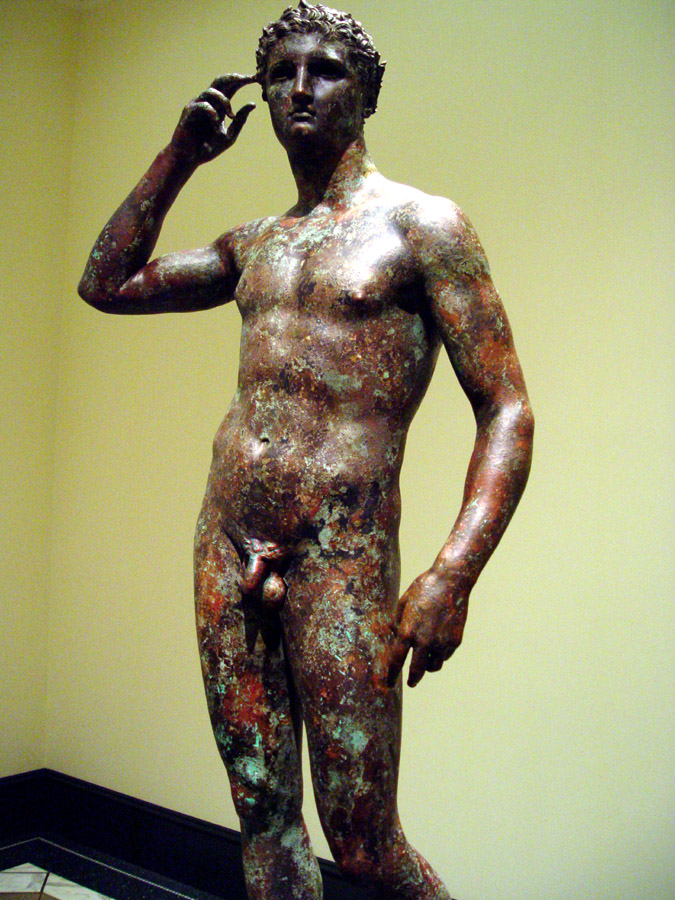

- Аполон Пьомбіно
- Атлет із Фано — (Музей Гетті, США)

## Б

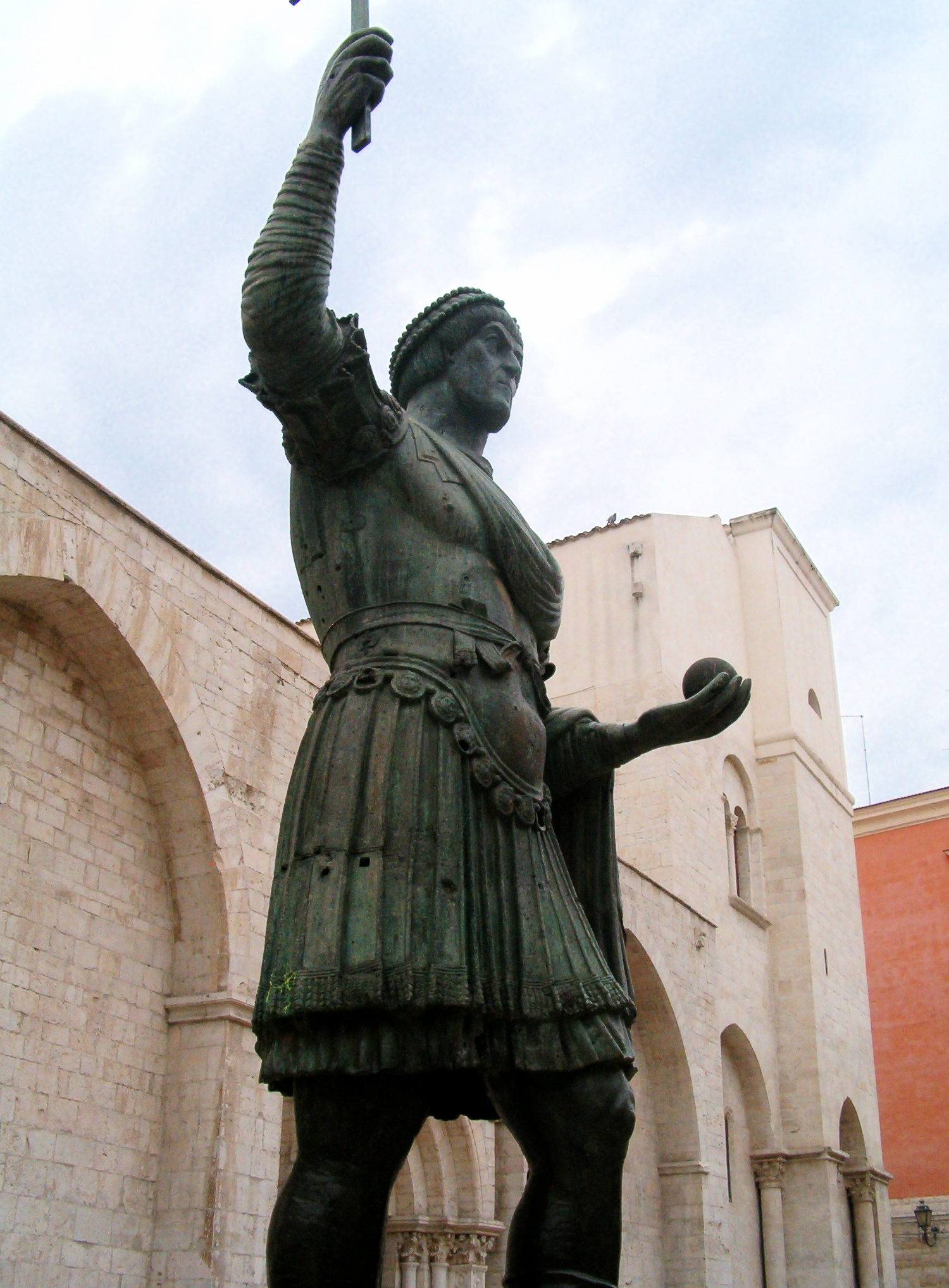
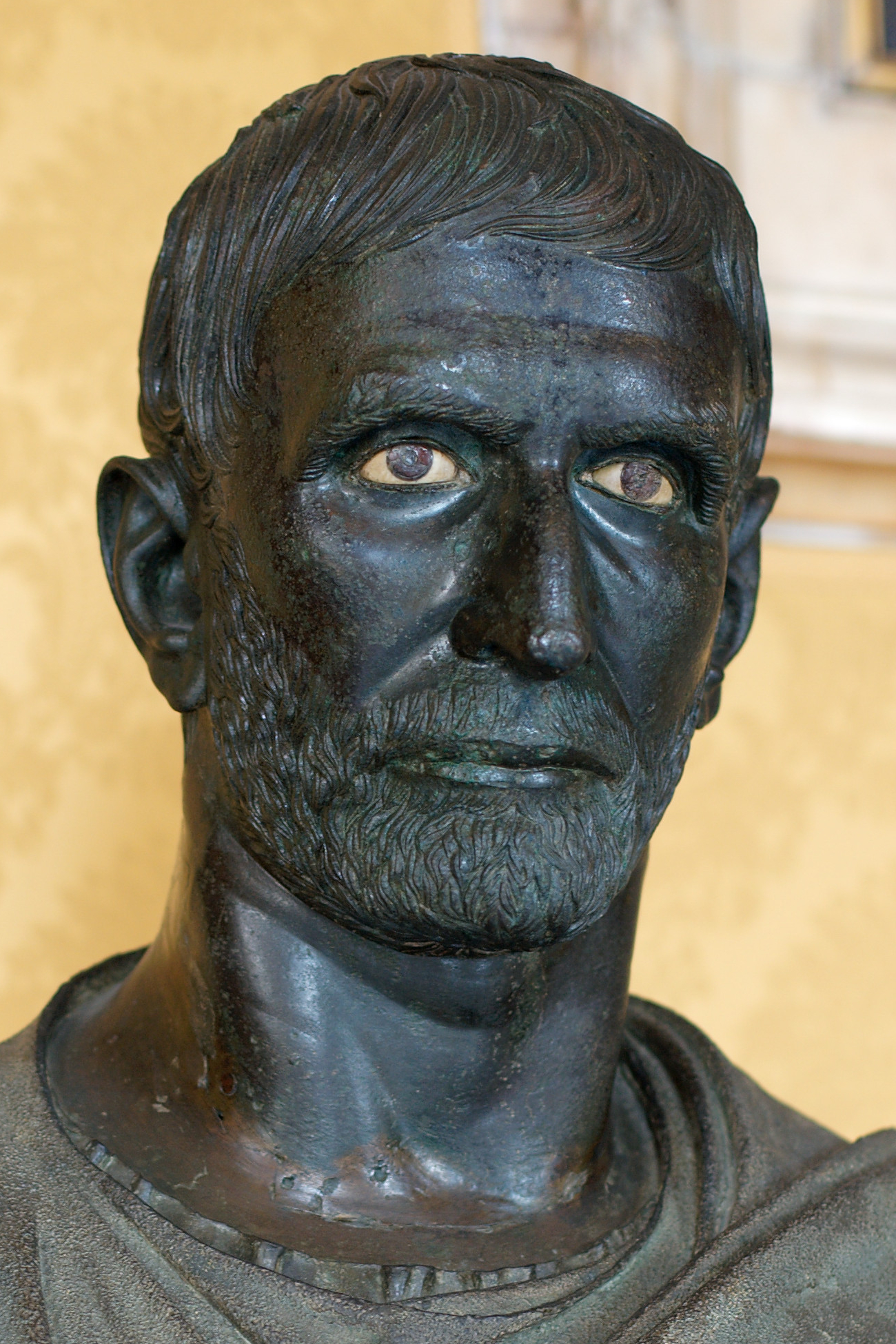

- Барлетський Колос
- Капітолійський Брут

## В
- Скульптури Віли Папірусів, Помпеї
- Вершник з миса Артемісіон — 150—146 або 200 р. до н. е. (Національний археологічний музей, Афіни)

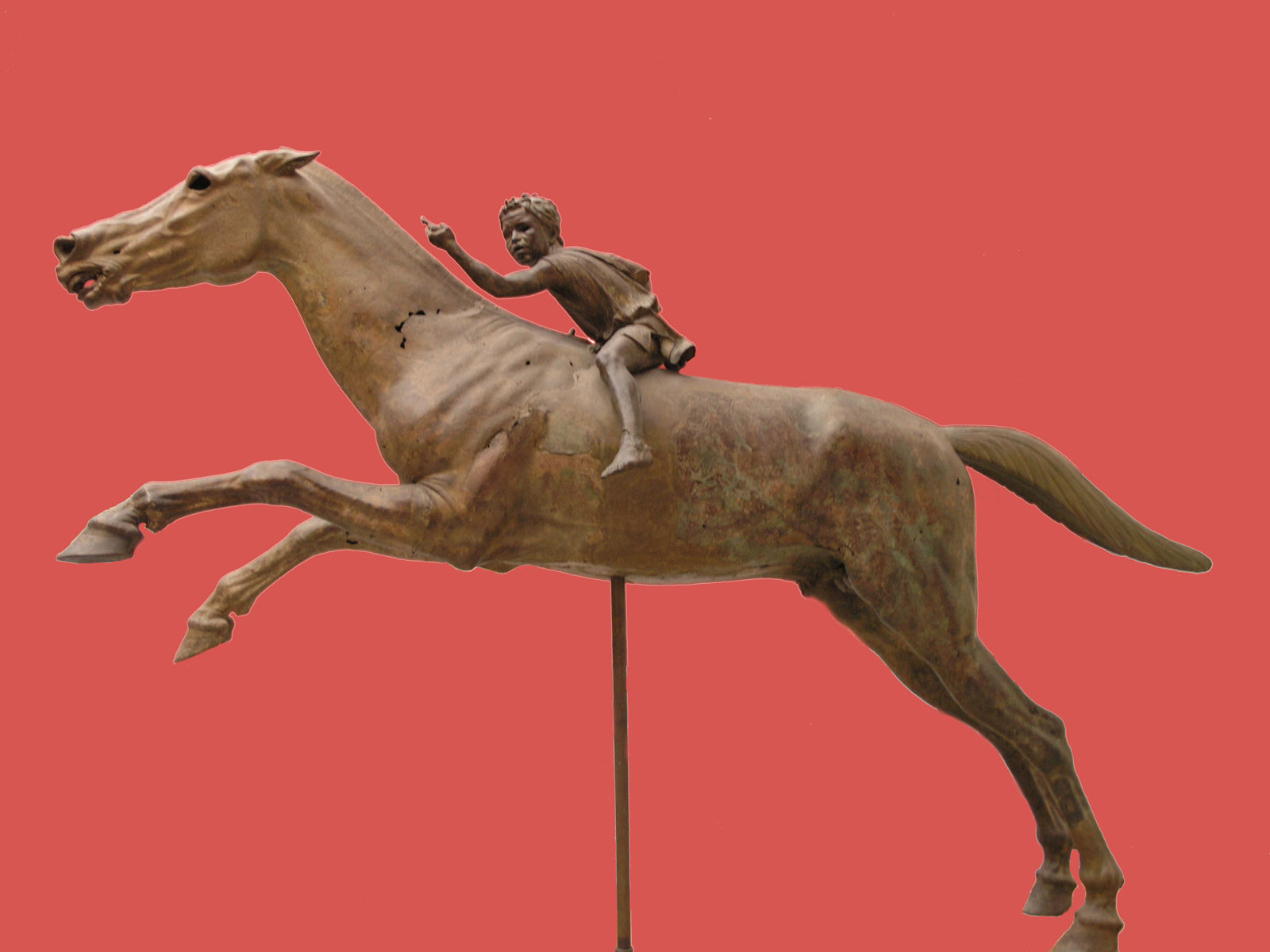
Вершник з миса Артемісіон

## Г
- Геракл с яблоками Гесперид з Театра Помпея. (Ватиканські музеї)

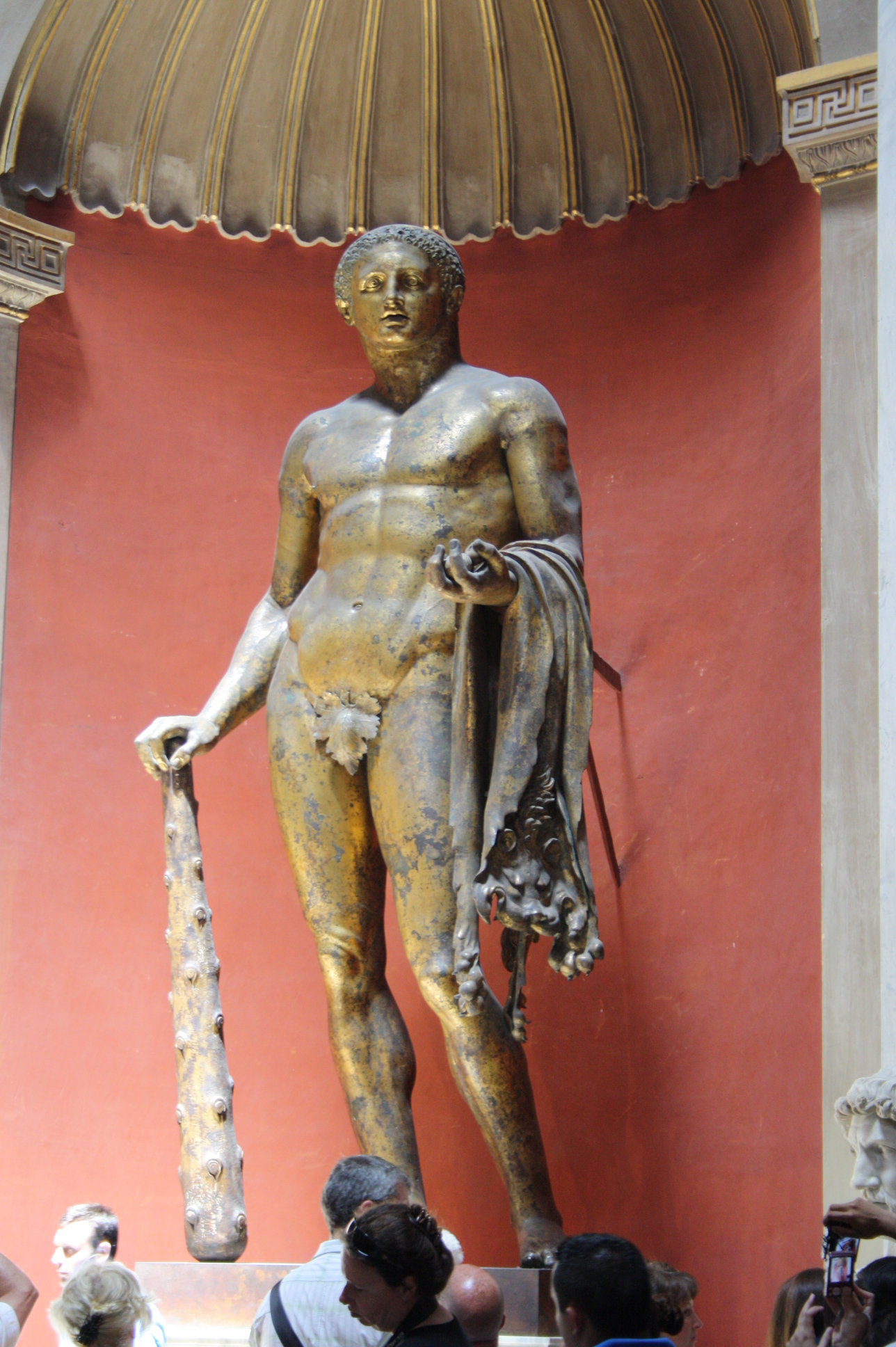

## Д

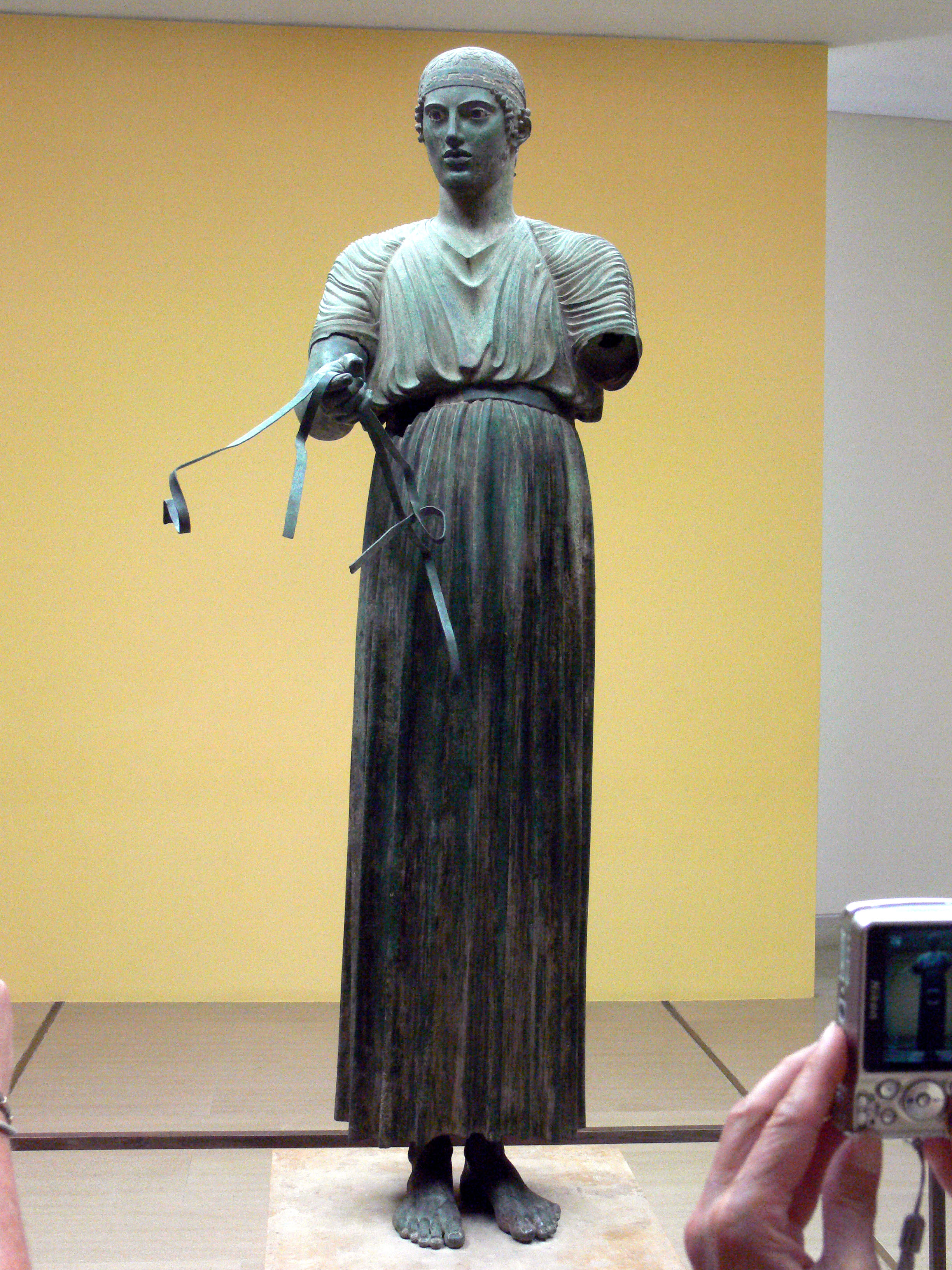

- Дельфійський візник — 478—474 р. до н. е. (Археологічний музей, Дельфи)

## Е

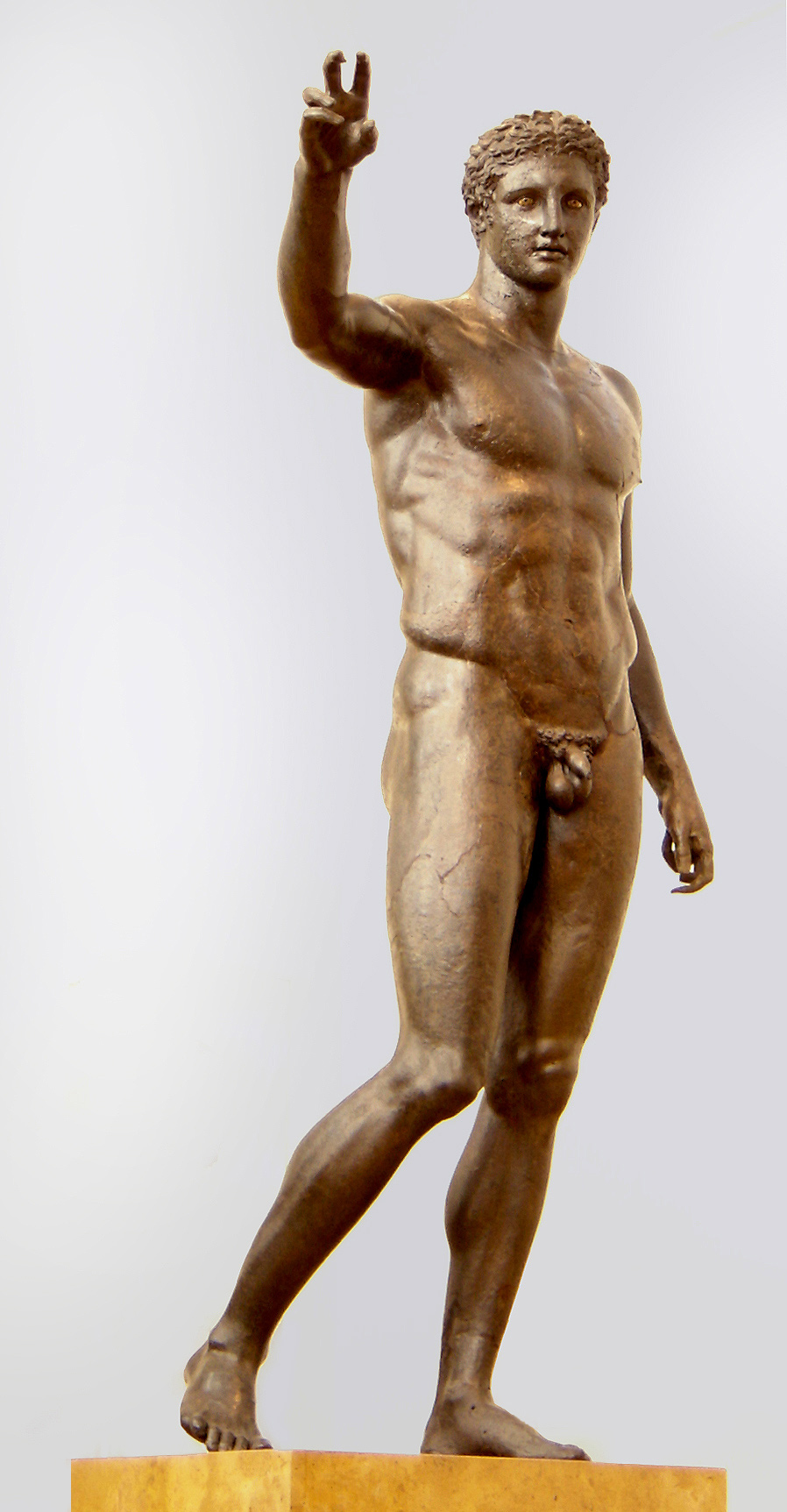

- Ефеб з Антікітере — І ст. до н. е. (Національній музей, Афіни)

## К
- Капітолійська вовчиха — 5 ст. до н. е., етруська статуя (Капітолійські музеї, Рим)
- Капітолійський Геркулес
- Позолочені бронзи з Карточерто ді Пергола
- Квадрига святого Марка — створення квадриги приписують скульптору Лісиппу і датують IV ст. до н. е. (Базиліка св. Марка, Венеція)
- Кулачний боєць (Квіринал) — 1 ст. до н. е. (Терми Діоклетіана, Рим)
- Конна статуя Марка Аврелія — ІІ ст. н. е. (Палаццо Нуово, Рим)
- Крилата Перемога з Брешиї — III ст. до н. е. (Брешия)

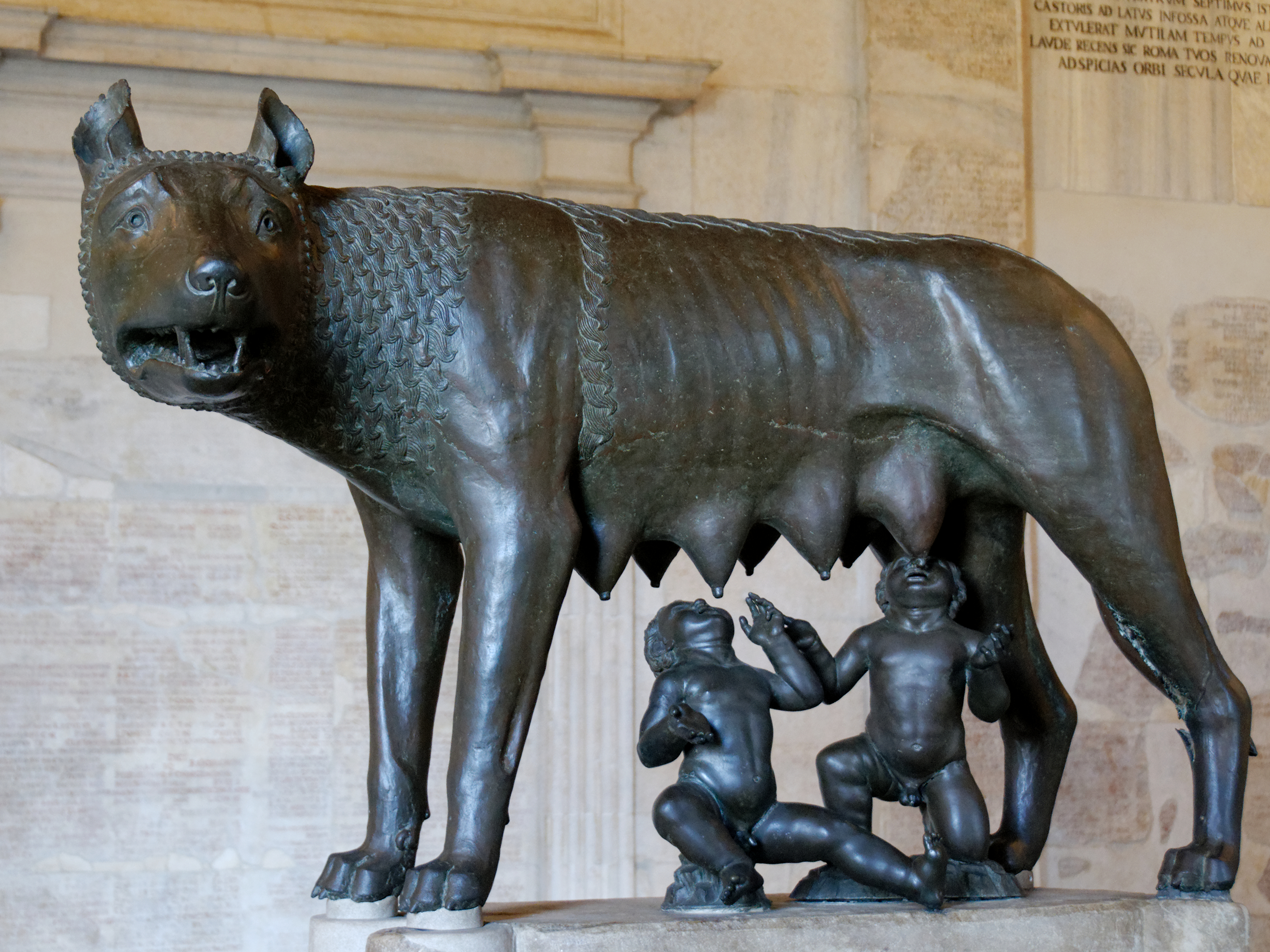
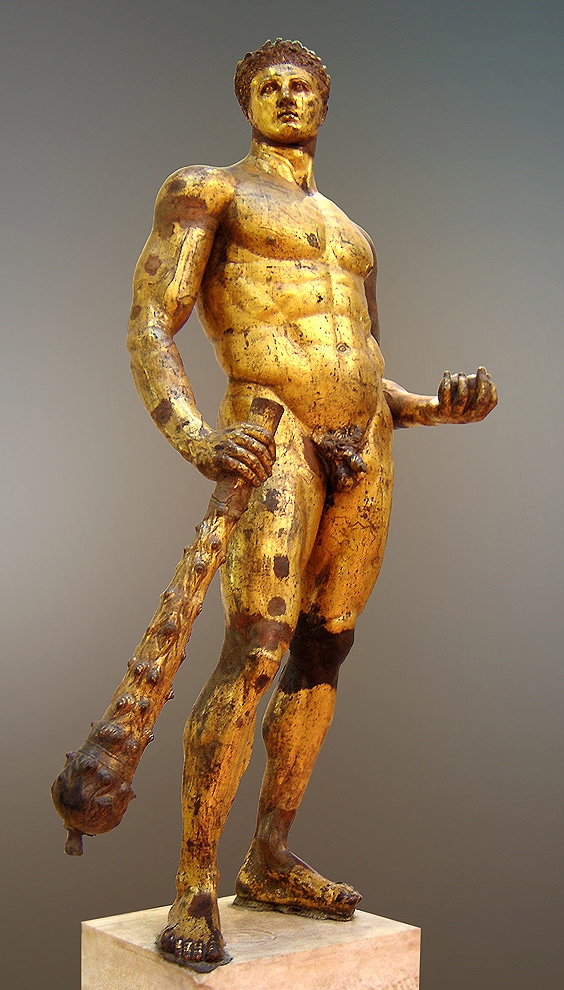
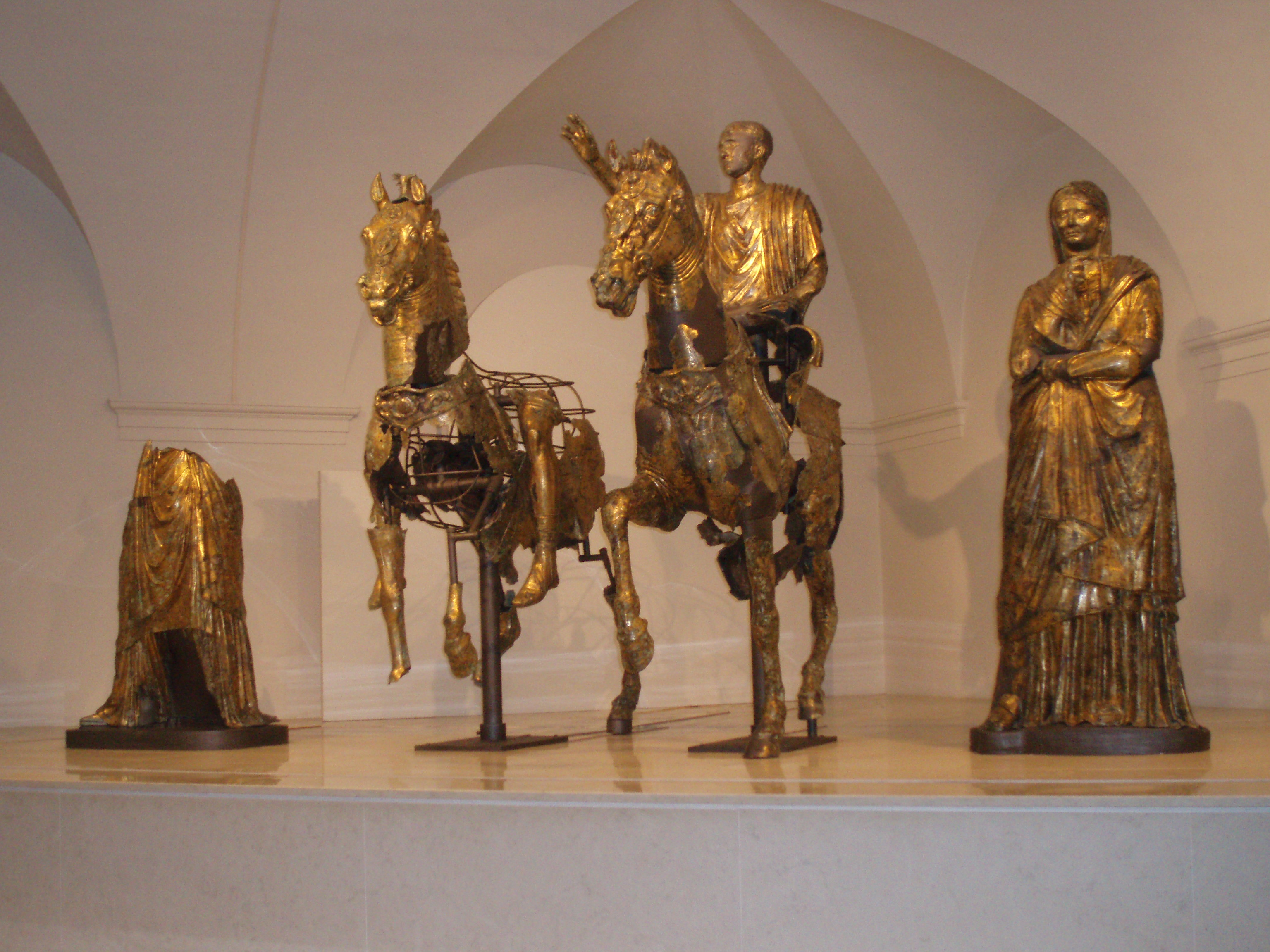
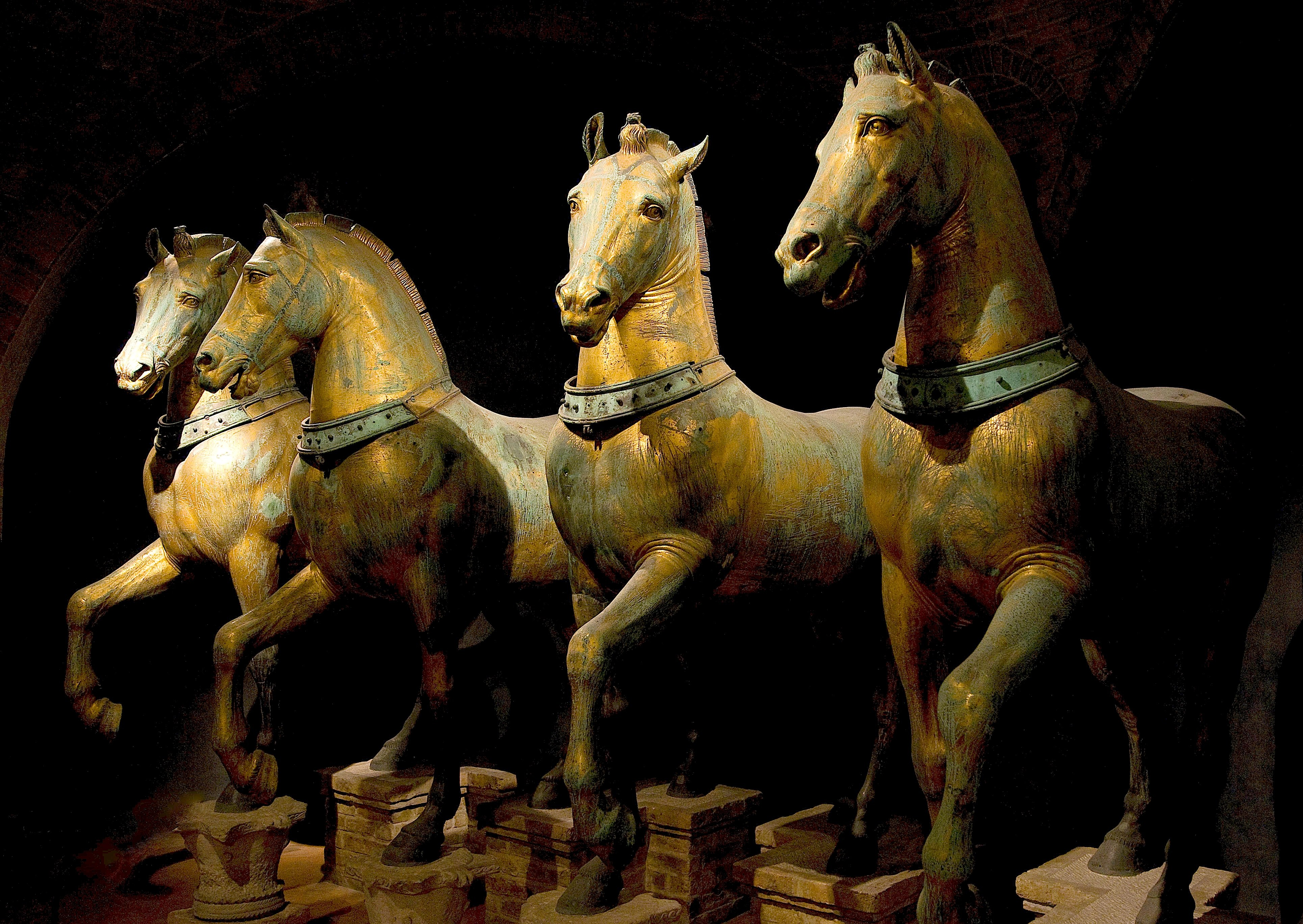
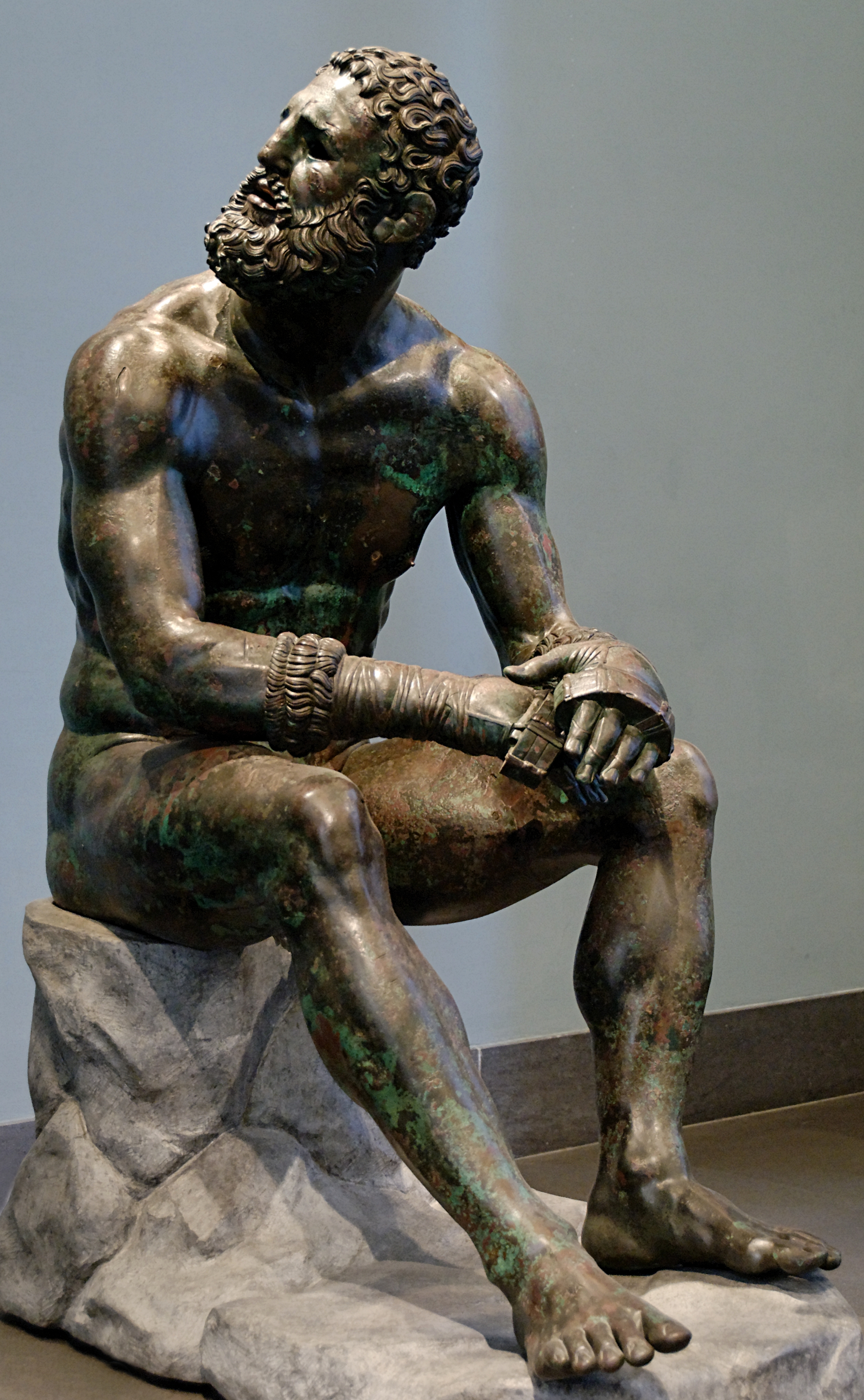
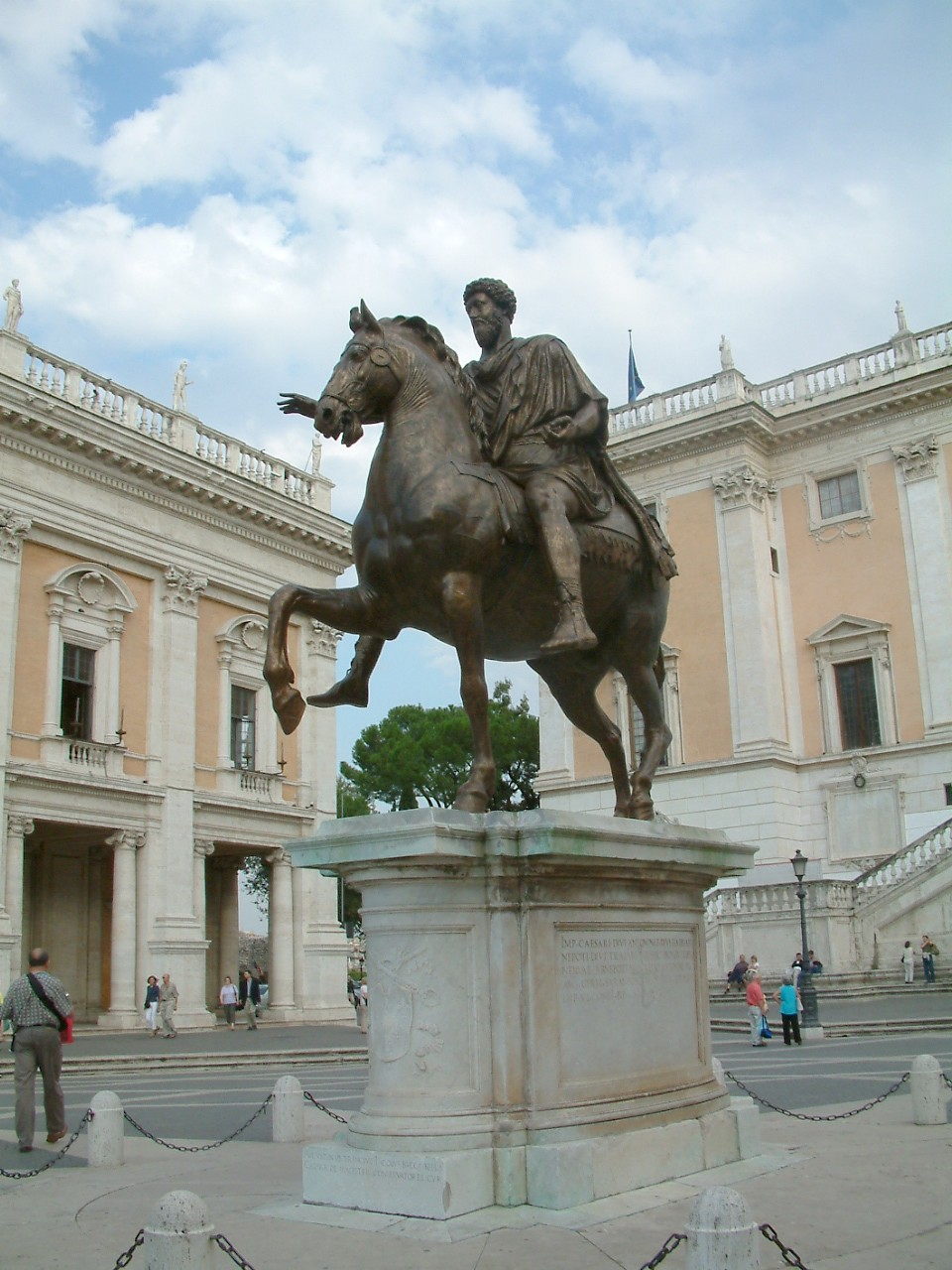
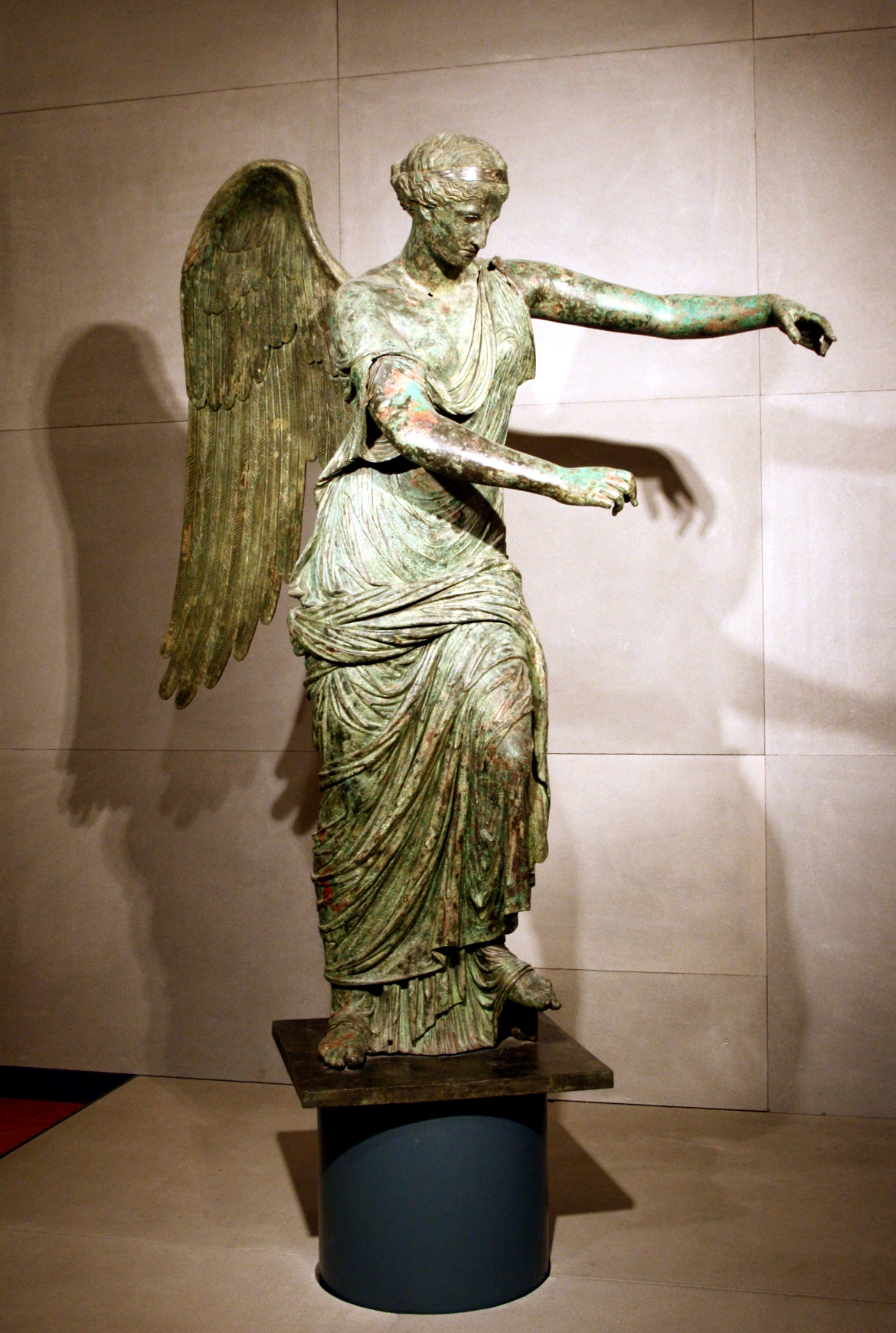

## Л

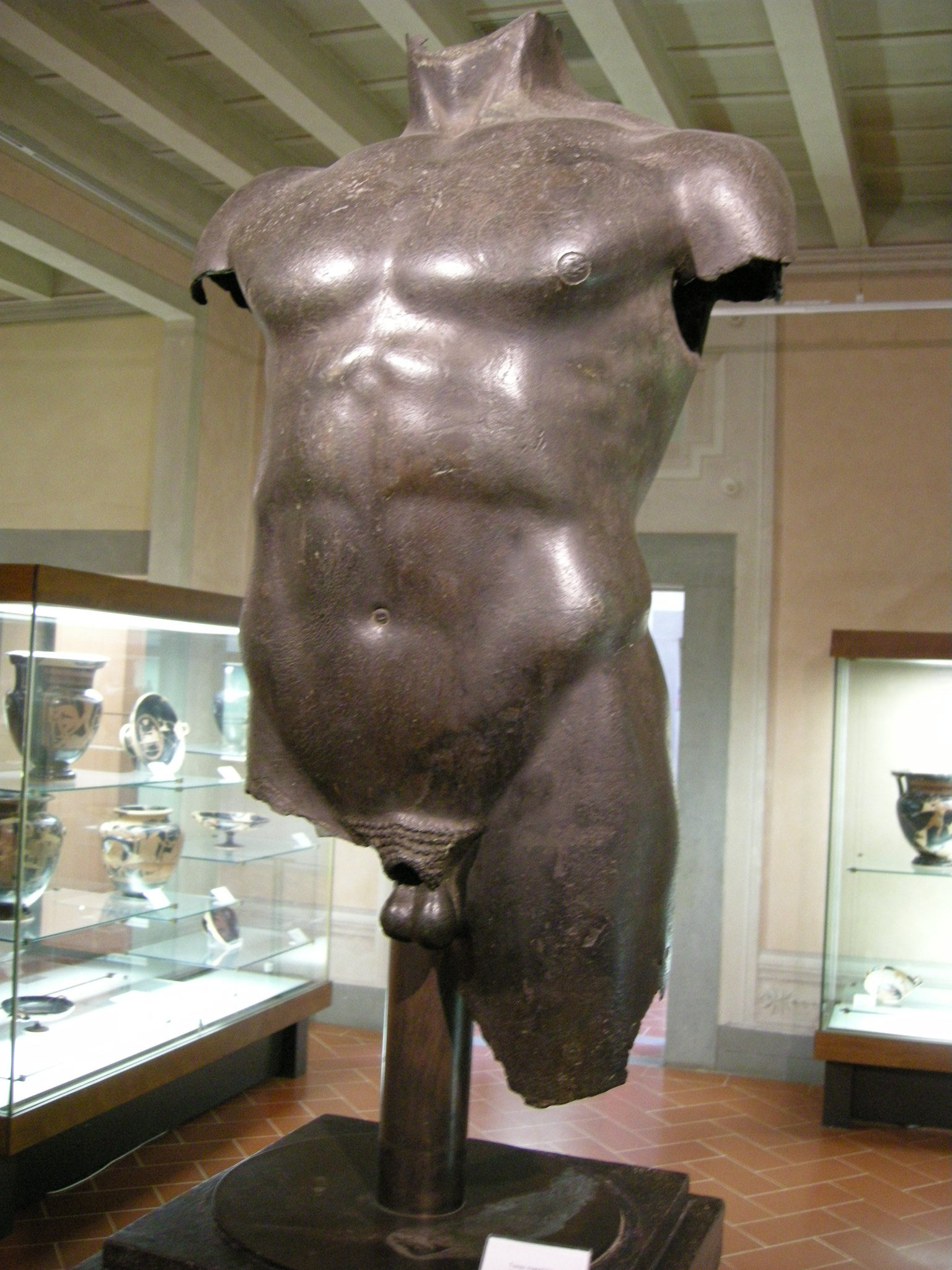

- Ліворнський торс, V ст. до н.е, Флоренція
- Кінь Медичі-Ріккарді, Флоренція

## М

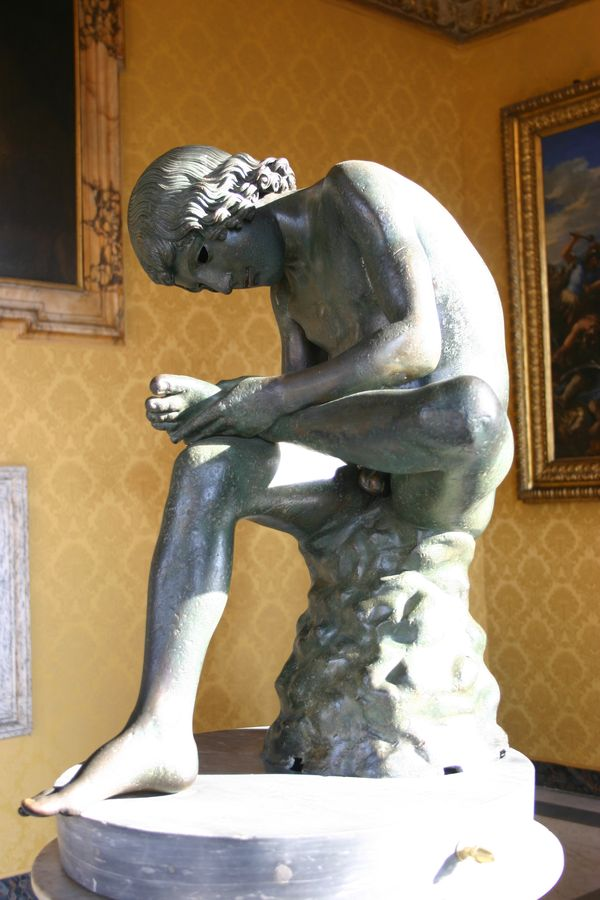
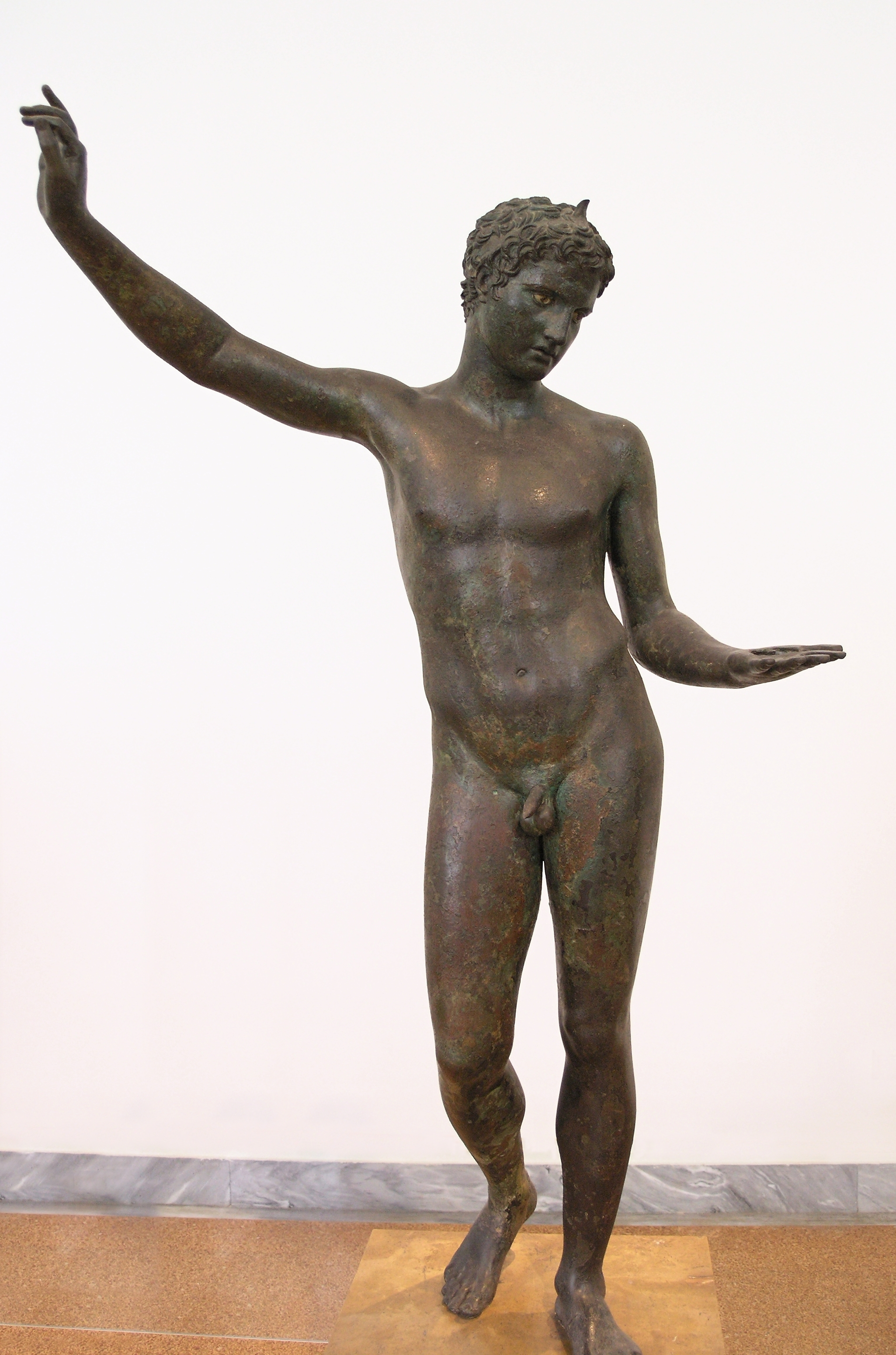

- Хлопчик, витягуючий скабку — римська бронзова статуя сер. I ст. до н. е., копія еліністичної грецької статуї III ст. до н. е. (Капітолійські музеї, Рим)
- Марафонський юнак

## О

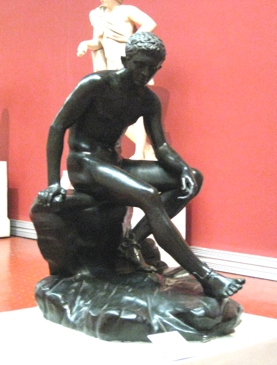

- Відпочиваючий Гермес — (Національний археологічний музей, Неаполь)

## П

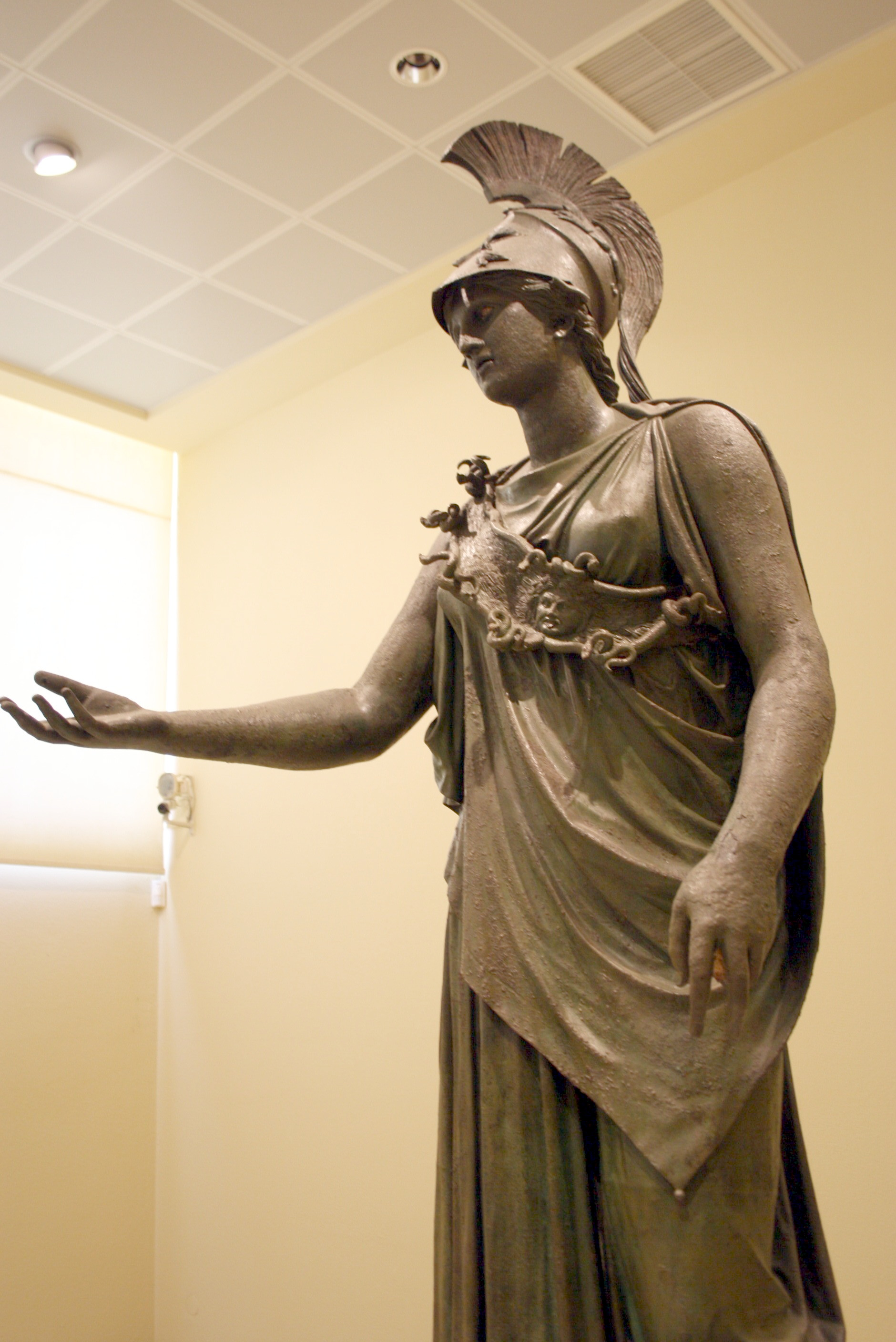
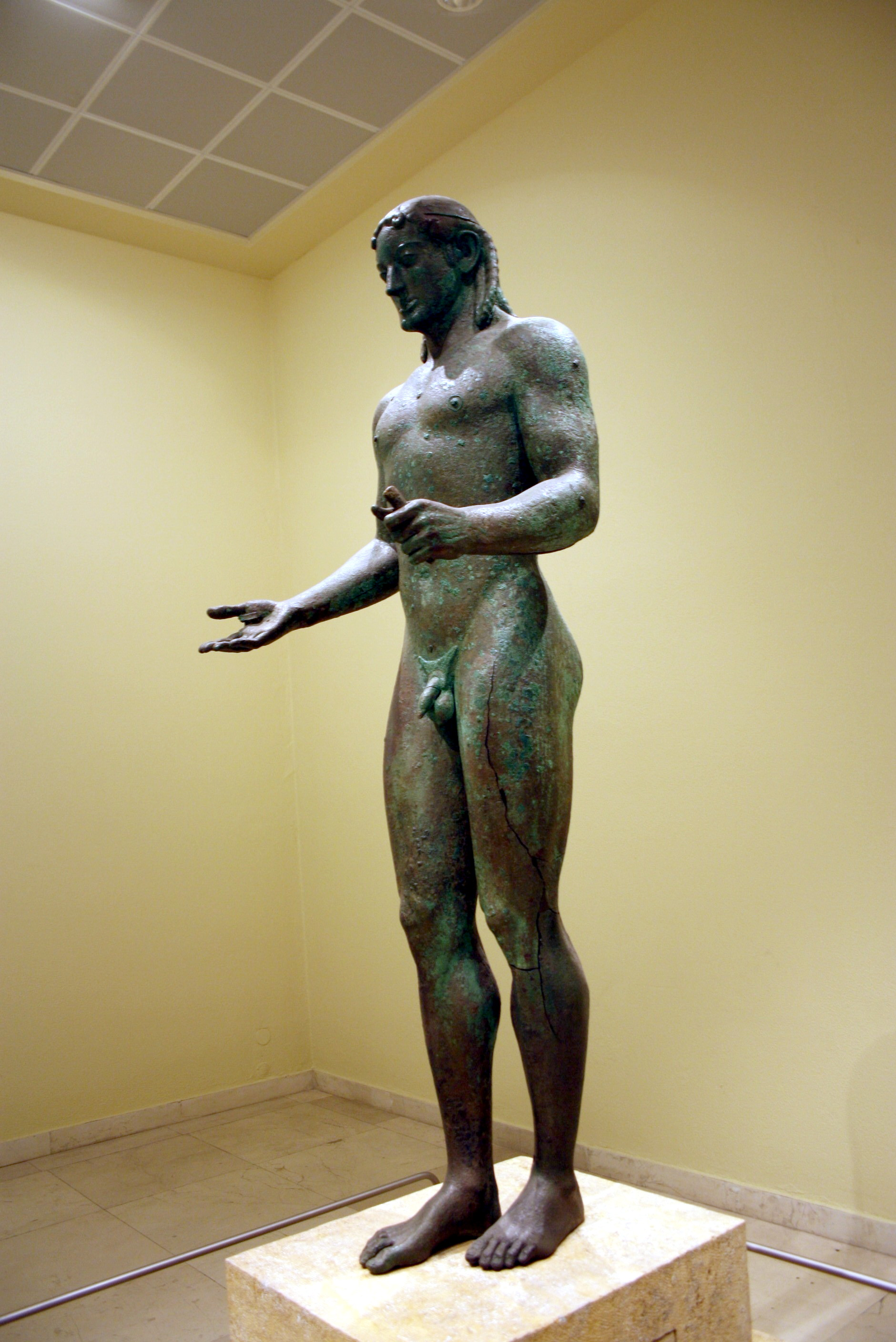
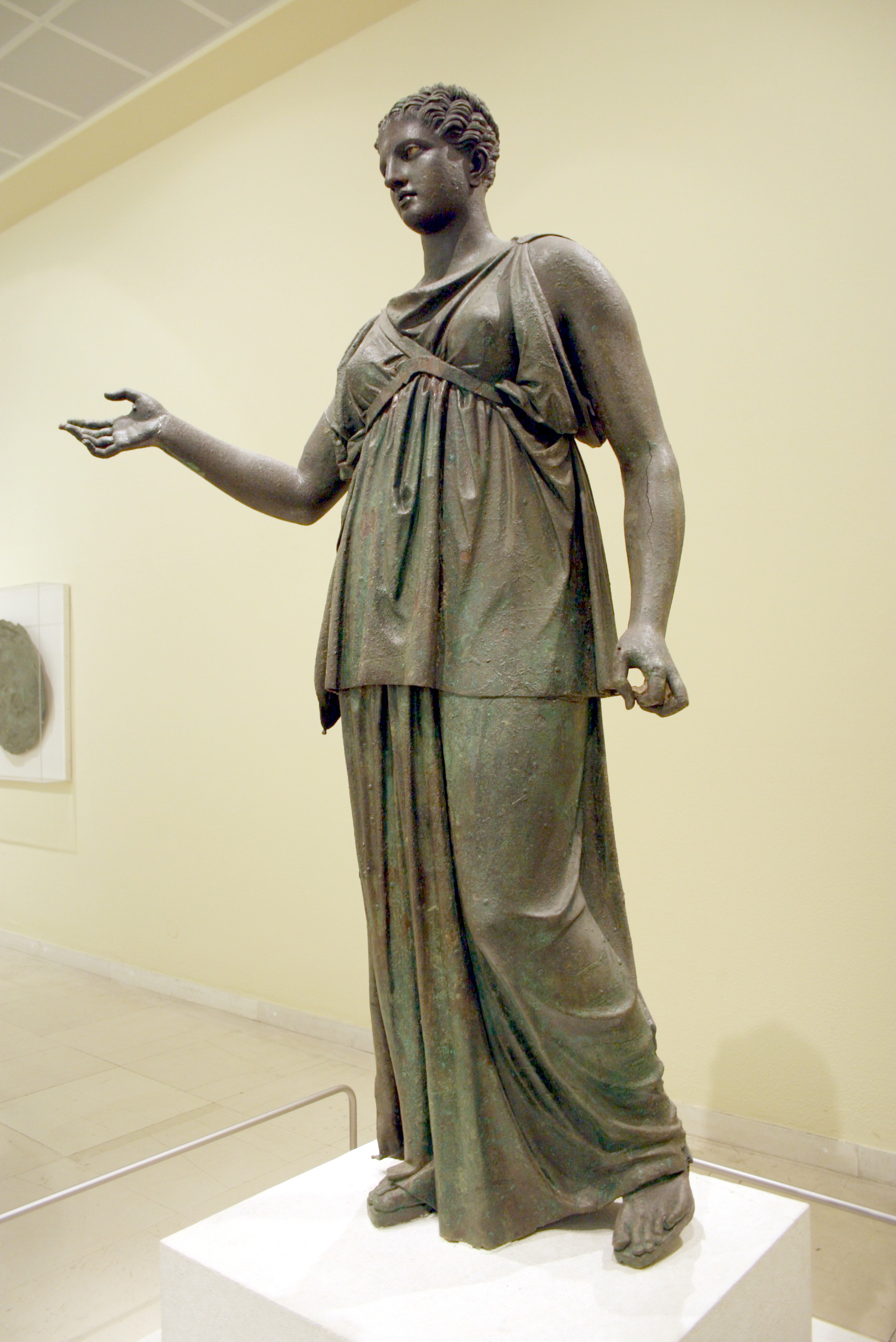
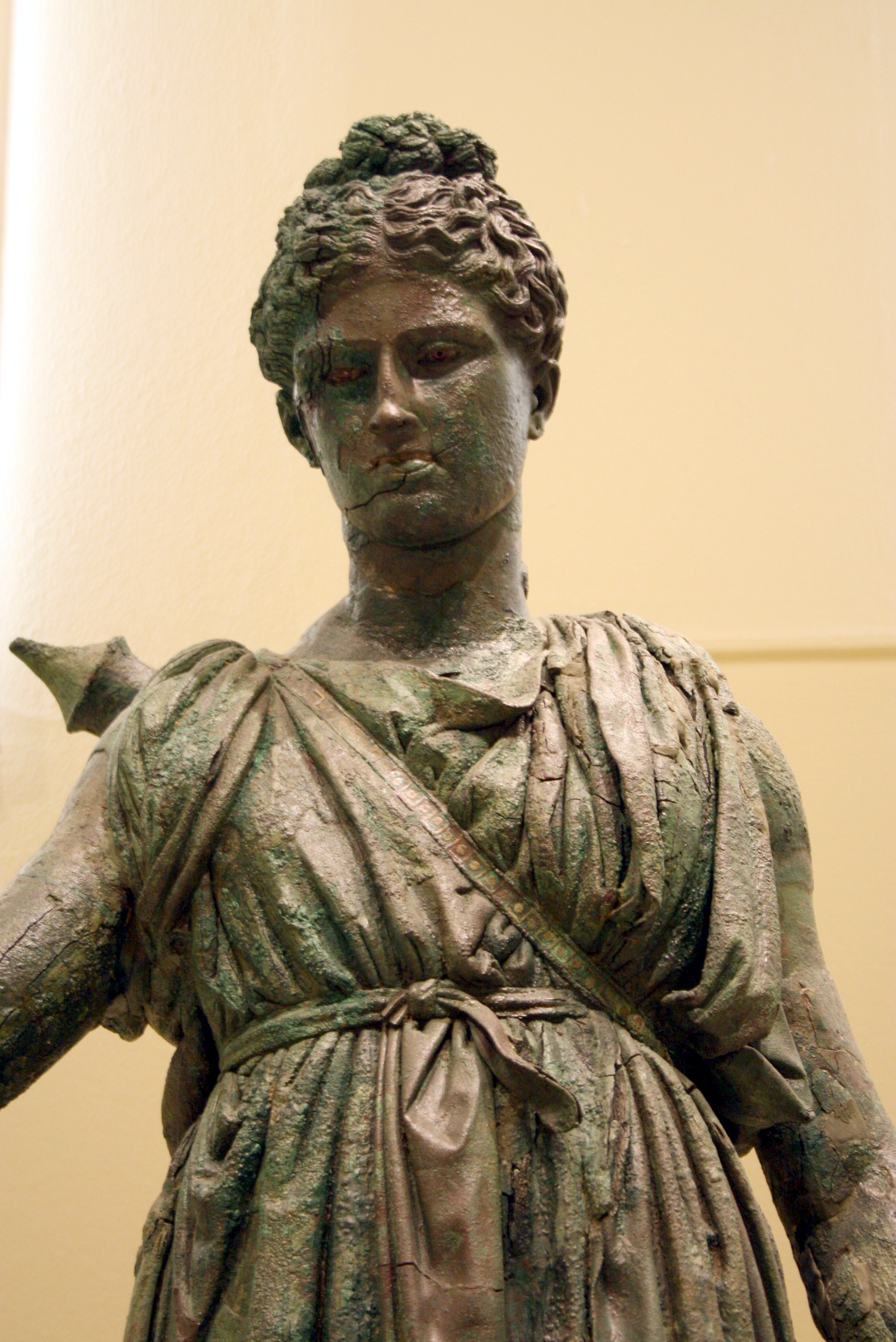
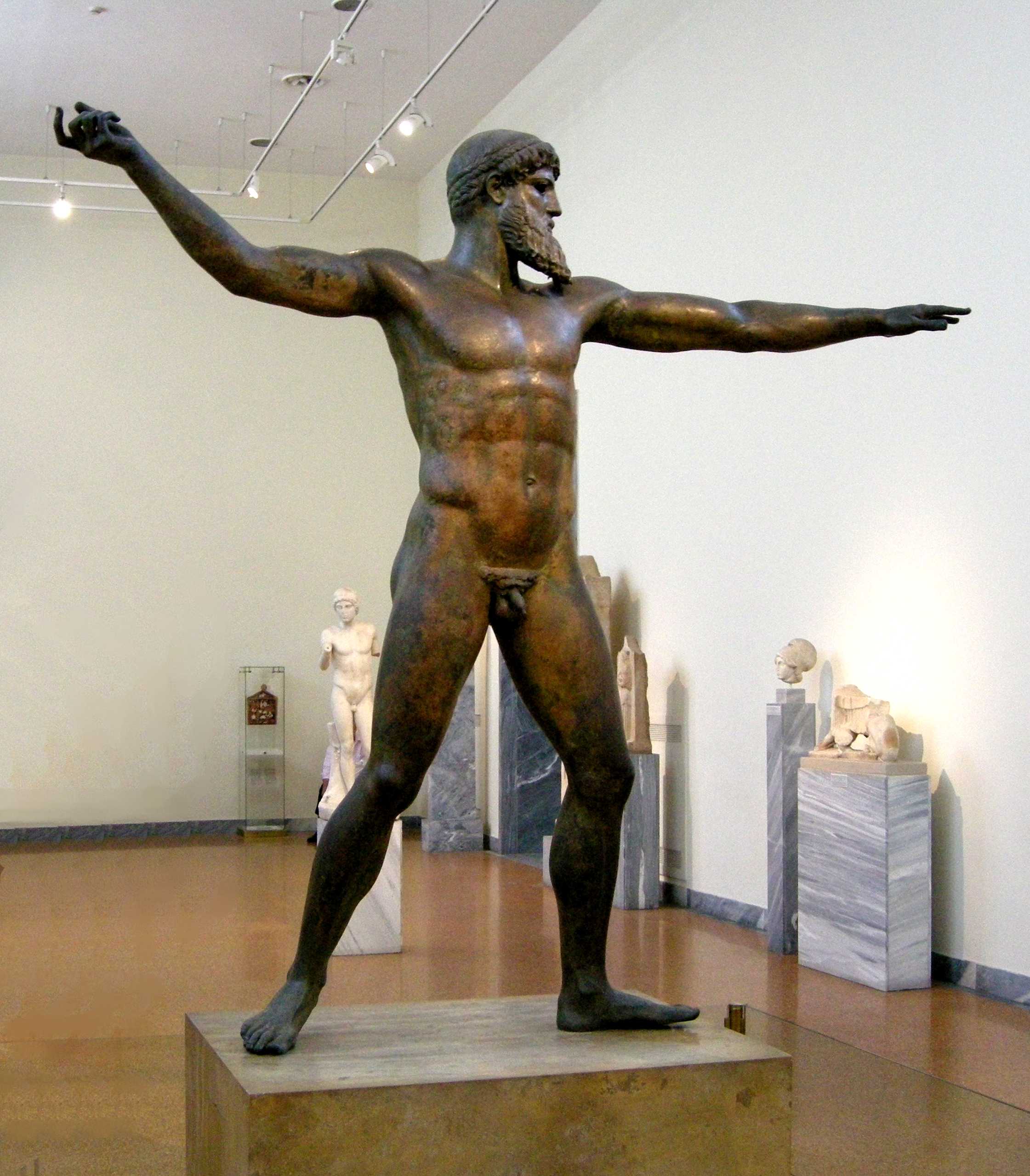

- Пірейські статуї — великий скарб, що включає статуї різних періодів (Пірейський музей, Греція)
- Посейдон з мису Артемісіон

## Р

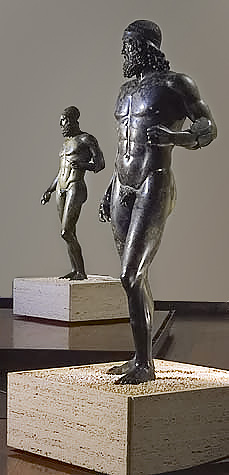

- Статуї Ріаче

## С
- Селевкидський правитель (Палаццо Массімо алле Терме, Рим)

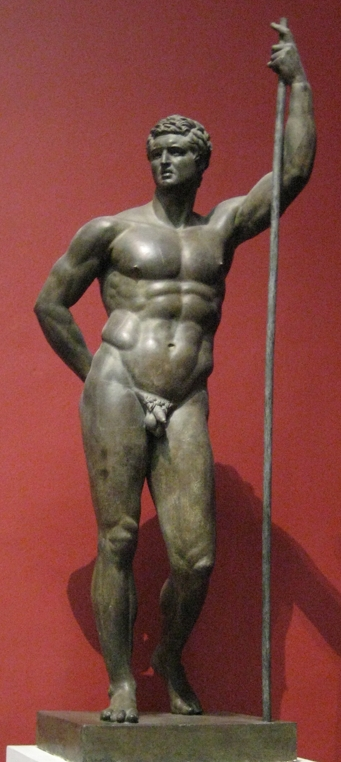

## Т
- Танцуючий сатир з Мадзара-дель-Валло, IV—II ст. до н. е.
- Портретна статуя імператора Требоніана Галла

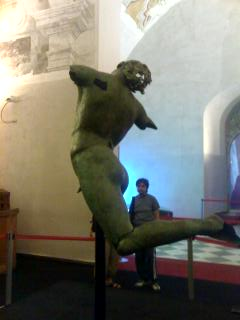
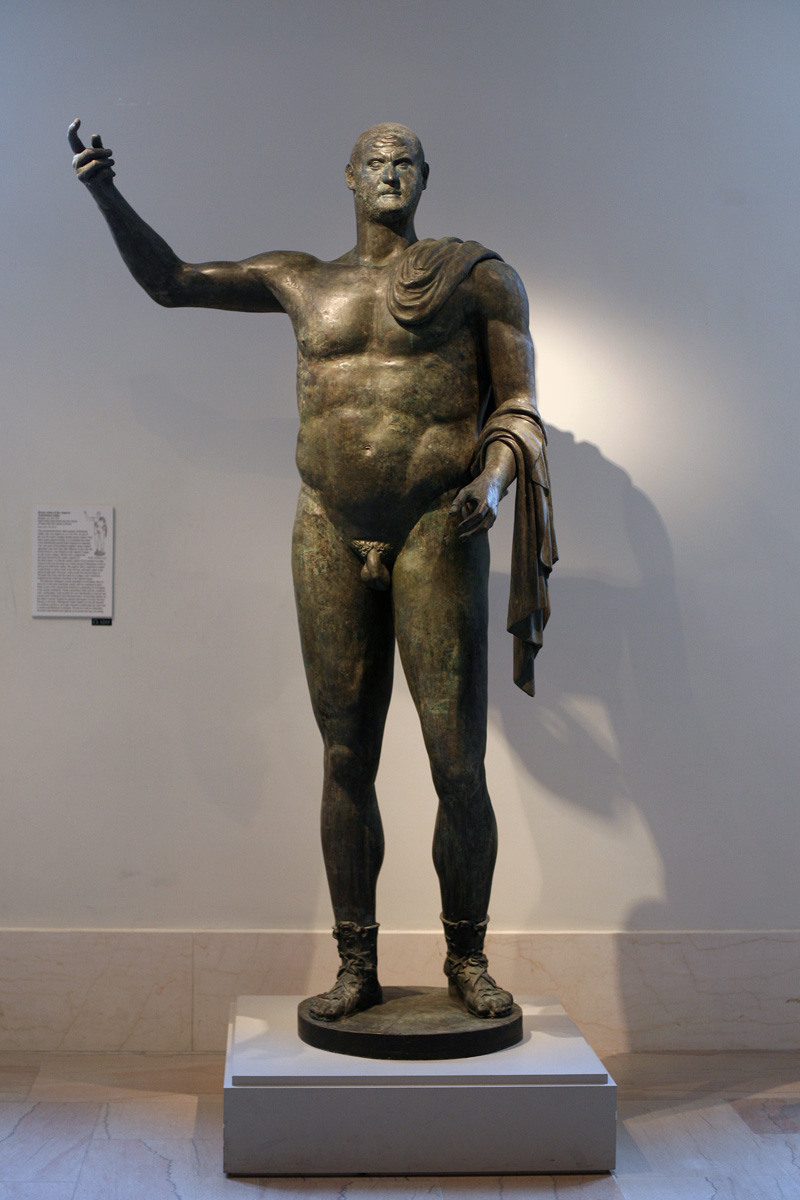

## Ф
- Голова філософа — бл. 450—400 рр. до н. е. (Реджо-ді-Калабрія, Національний музей Великої Греції.)

## Х

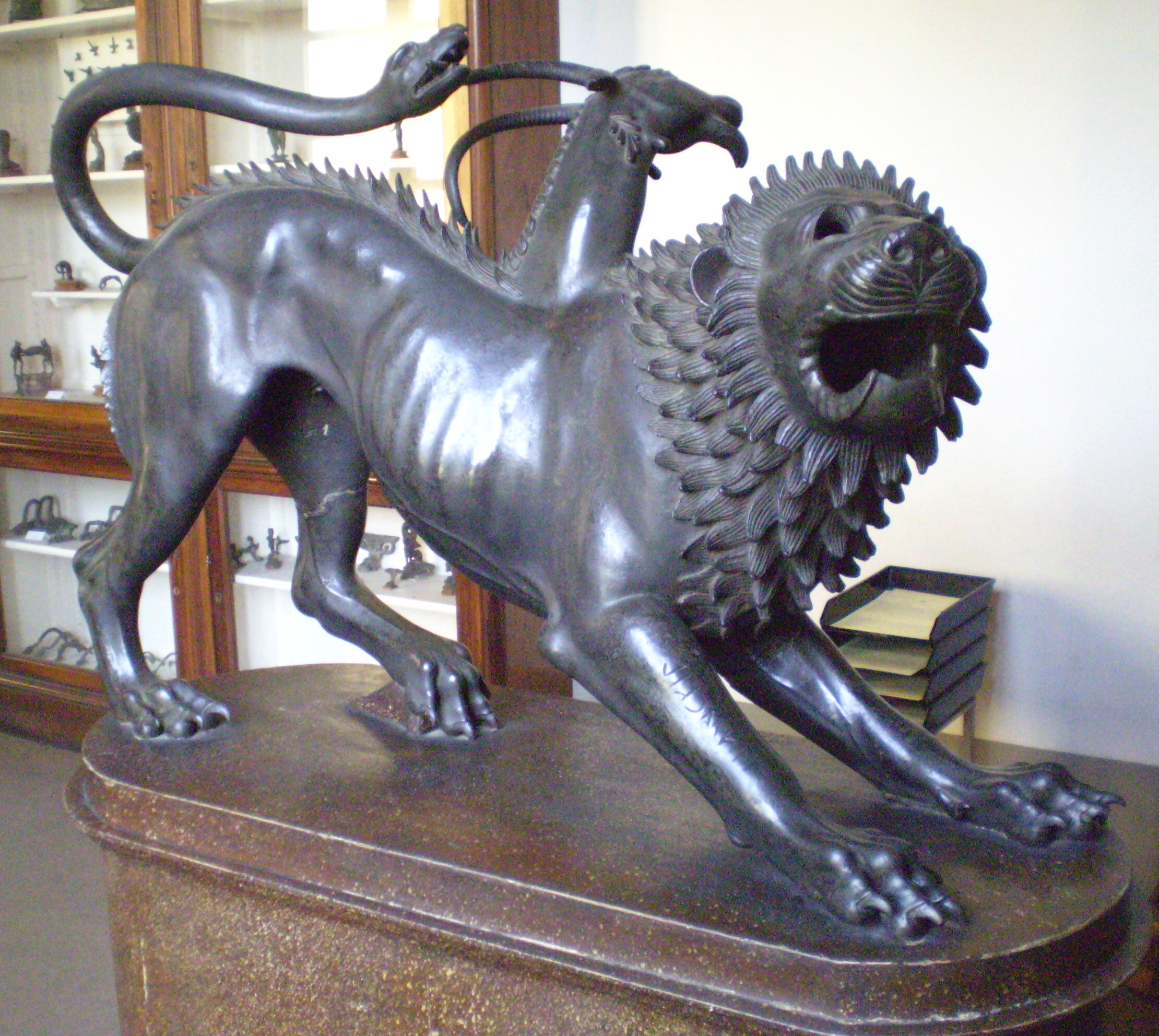

- Хімера з Ареццо — V ст. до н. е. (Археологічний музей, Флоренція)

## Ресурси Інтернету
- Вікісховище має мультимедійні дані за темою: Список античних бронз
- Carol C. Mattusch. Greek bronze statuary: from the beginnings through the fifth century B.C.
- Carol C. Mattusch. Classical Bronzes: The Art and Craft of Greek and Roman Statuary